# شویشه
شویـِشِه شهری است در استان کردستان در غرب ایران. این شهر مرکز بخش کلاترزان شهرستان سنندج است.

## جمعیت
جمعیت این شهر در سرشماری سال ۱۳۸۵، برابر با ۱٫۲۲۹ نفر بوده‌است.